# Куматырь
Куматырь — хутор в муниципальном образование город-курорт Анапа Краснодарского края. Входит в состав Анапского сельского округа.

## История
Согласно Закону Краснодарского края от 1 апреля 2004 года  № 676-КЗ   хутор вошёл в состав образованного муниципального образования  город-курорт Анапа.

## Население
| 2002 | 2010 |
| ---- | ---- |
| 134  | ↗145 |

Национальный состав
Согласно результатам переписи 2002 года, в национальной структуре населения русские составляли 86 % от 134 жителей.

## Примечание
1. 1 2  Всероссийская перепись населения 2010 года. Том 1, таблица 4. Численность городского и сельского населения по полу по Краснодарскому краю
2. ↑  Закон Краснодарского края от 1 апреля 2004 года № 676-КЗ (в ред. Закона Краснодарского края от 05.05.2019 N 4030-КЗ) «Об установлении границ муниципального образования город-курорт Анапа и наделении его статусом городского округа» // Электронный фонд правовой и нормативно-технической документации.
3. ↑  Всероссийская перепись населения 2002 года. Численность населения субъектов Российской Федерации, районов, городских поселений, сельских н
4. ↑  Коряков Ю. Б.. База данных «Этно-языковой состав населённых пунктов России». Дата обращения: 12 января 2020. Архивировано 27 марта 2020 года.